# ISO 3166-2:BB

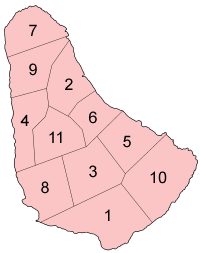
Mapa administrativního členění státu Barbados

Kódy ISO 3166-2 pro Barbados identifikují 11 farností (stav v roce 2015). První část (BB) je mezinárodní kód pro Barbados, druhá část sestává ze dvou číslic identifikujících farnost.

## Seznam kódů
```
BB-01 Christ Church
BB-02 Saint Andrew
BB-03 Saint George
BB-04 Saint James
BB-05 Saint John
BB-06 Saint Joseph
BB-07 Saint Lucy
BB-08 Saint Michael
BB-09 Saint Peter
BB-10 Saint Philip
BB-11 Saint Thomas
```